# Malakal
Malakal (în arabă بور) este un oraș în partea de nord-est a Sudanului de Sud, pe Nilul Alb, la nord de confluența acestuia cu râul Sobat. Este reședința statului Nilul Superior. Conform unor estimări din 2009 localitatea avea 165.637 locuitori. Orașul este deservit de un aeroport internațional. Port fluvial.